# Iman Mersal
Iman Mersal —en árabe إيمان مرسال, n. 30 de noviembre de 1966 en Mit 'Adlan, Egipto— es una poeta egipcia. Reside en Edmonton (Canadá), con su marido, el etnomusicólogo Michael Frishkopf y sus dos hijos. Se considera una «inmigrante», no una «exiliada» y en su obra busca la síntesis entre la cultura occidental y la oriental.

## Biografía
Iman Mersal publicó sus primeros poemas cuando estaba en la escuela secundaria, en revistas locales de corto alcance. Más tarde, estudió Literatura Árabe y se  graduó en la Universidad de El Mansura y obtuvo una maestría y un doctorado en la Universidad de El Cairo, con una tesis doctoral sobre el misticismo en la poesía árabe. En 1985, fue la cofundadora de Bint al-Ard («Hija de la Tierra»), una revista independiente y feminista y la editó hasta mudarse de El Mansura, en 1988; también editó la revista Adab wa Naqd («Literatura y crítica»). En 1998 emigró a Boston y luego se trasladó con su familia a Edmonton, en Alberta, en 1999. Mersal trabaja como profesora de Literatura Árabe y Estudios Africanos y del Medio Oriente en la Universidad de Alberta.

### Estilo poético
La poesía de Mersal es parte de una vanguardia árabe que fundó un nuevo género: el qasidat al-nazr (poema en prosa). Busca eliminar la retórica tradicional y cambiar las formas de escritura. Este movimiento se originó bajo el gobierno de Hosni Mubarak y se desarrolló en la década de 1990, cuando Mersal comenzó su actividad literaria. El género toma como precedentes trabajos de Charles Baudelaire y de Arthur Rimbaud. Para la poesía árabe, separarse de la métrica y la rima representa «desligarse de la ostentación de su poesía tradicional», para enfocarse en temáticas más relacionadas con lo cotidiano. El estilo de Mersal se relaciona con temas como la familia y el hogar, así como de su tradición; cree en «la poesía como modo de vida».
Su obra ha aparecido en medios como Blackbird, The American Poetry Review, Parnassus y Paris Review. Ha leído poemas en numerosos festivales de poesía alrededor del mundo, entre los que se cuentan el London Poetry Parnassus, considerado la mayor reunión de poetas en la historia del mundo, donde representó a Egipto.
Algunos poemas escogidos de Mersal se tradujeron a varios idiomas, entre ellos inglés, francés, alemán, español, holandés, macedonio, hindi e italiano. These are not oranges, my love, una selección de la obra de Marsal, traducida al inglés por Khaled Mattawa, se publicó por Sheep Meadow Press en Nueva York en 2008. Además, colaboró con Shabnam Sukhdev, un cineasta, para filmar un largometraje relacionado con su obra poética y la diáspora —uno de sus temas de investigación—, titulado Extranjera en su propia piel.
Uno de sus poemas, «Amor», traducido al inglés, fue elegido para figurar en el volumen Fifty Greatest Love Poems. Otro, «Ejercicios de la soledad», concluye una antología cronológica de treinta y ocho poetas árabes de quince siglos, que abarca desde Imru' al-Qays hasta Mahmoud Darwish. En 2016 publicó el libro How to Mend: On Motherhood and its Ghosts, en el que explora la relación con su madre y las representaciones de la maternidad. La obra fue publicada primero en árabe, por Kayfa ta and Mophradat; la edición en inglés salió a la venta en 2018 por dicha editorial y Sternberg Press.

## Obra

### En árabe
- 1990. Ittisafat (Caracterizaciones). El Cairo: Dar al-Ghad.
- 1995. Mamarr mu'tim yasluh lita'allum al-raqs (Un oscuro pasaje es apropiado para aprender a bailar), primera edición. El Cairo: Dar Sharqiyat.
- 1997. al-Mashy Atwal Waqt Mumkin (Caminar cuanto sea posible). Cairo: Dar Sharqiyat.
- 2004. Mamarr mu'tim yasluh lita'allum al-raqs (Un oscuro pasaje es apropiado para aprender a bailar), segunda edición, El Cairo: Dar Sharqiyat.
- 2006. Jughrafiya Badila (Geografía alternativa). Cairo: Dar Sharqiyat.
- 2013. Hatta atakhalla `an fikrat al-buyut (Hasta desistir de la idea del hogar) Cairo: Dar Sharqiyat, Beirut: Dar al-Tanwir.
- 2016. Kayfa talta'em: 'an al umuma wa ashbahuha (How to Mend: Motherhood and its ghosts). El Cairo: Kayfa ta, Bruselas: Mophradat. ISBN 978-3-956791-70-3

### Traducciones al árabe
- 2011. Bira fi Nadi al-Bilyardu. (Cerveza en el club de Snooker), Waguih Ghali, Iman Mersal, cotraductora. El Cairo: Dar el- Shrouk.
- 2016. ذبابة في الحساء. (Una mosca en la sopa), Charles Simic, Iman Mersal, traductora. El Cairo: El-Kotob Khan.

### En inglés
- 2008. These are not oranges, my love: selected poems, Sheep Meadow Press, ISBN 978-1-931357-54-8
- 2018. How to Mend: Motherhood and its ghosts. Cairo: Kayfa ta, Berlín: Sternberg Press. Traducido por Robin Moger. ISBN 978-3-95679-425-4

### Obra traducida al español
- 2004. Un oscuro paisaje es apropiado para aprender a bailar. Madrid: Huerga y Fierro Editores. ISBN 9788494445729
- 2006. Geografía alternativa. Madrid: Libros del aire. ISBN 8494146920
- 2012. Caminar cuanto sea posible. Madrid: Huerga y Fierro Editores. ISBN 8483749971
- 2014. Tumba familiar. Santiago: Cuadro de Tiza. ISBN 9789569235108